# 진 피트니
진 프랜시스 앨런 피트니(영어: Gene Francis Alan Pitney , 1940년 2월 21일 ~ 2006년 4월 5일)는 미국의 싱어송라이터이자 음악가였다.
피트니는 미국에서 상위 10위 안에 4개를 포함하여 16개의 상위 40개의 히트곡을 차트에 올렸다. 영국에서, 그는 상위 10위 안에 11개를 포함하여, 상위 40개의 히트 싱글 22개를 보유했다. 그의 가장 유명한 히트곡들 중에는 "Town Without Passy", "The Man Who Shot", "Twenty Four Halance", "Tulsa", "Twenty Four Hours from Tulsa", "I'm Gonna Be Strong", "It Hurts to Be Love", 그리고 "Something's Get Hold of My Heart"가 있다. 그는 또한 1960년대 초에 바비 비가 녹음한 "Rubber Ball", 리키 넬슨의 "Hello Mary Lou", 그리고 크리스탈즈의 "He's a Rebel"을 썼다. 2002년, 그는 로큰롤 명예의 전당에 헌액되었다.